# 斯特凡·庫庫拉醫院 (米哈洛夫采)
位在米哈洛夫采的斯特凡·庫庫拉醫院為斯洛伐克的一家公立醫院，坐落遠東地區靠近在烏克蘭邊界的科希策州米哈洛夫采自治市內，現為院長為彼得·洛夫得（英語：Peter Rovder）醫生。

## 歷史
米哈洛夫采的斯特凡·庫庫拉醫院前身是由安東·什塔雷於1773年建立，其在1863年設立基金會為建造新醫院奠定基礎，基金會亦新設委員會以處理培訓新醫院等實際問題。在1875年的時候，包含現金資源在內等的設立醫院基礎條件已臻成熟，並於同年申請批准設立醫院，隨後，當時擁有20床的醫院在翌年的1月1日正式啟用，而醫院在1890年時，亦啟用了16床的病棟投入服務。
隨後在1900年時，該醫院改隸於縣級公立醫院，並在1902年完成第三棟病棟的建造，且在1911年時的病床數已達120張，且設有部分外科、内科和感染科。該意願在1947年時成立小兒科且新增50張病床，並在次年設立泌尿科，再次新增45張病床，而該院的眼科則在1951年設立。截至1953年，該院已有9個科室、509張病床、29名醫生。自1956年起，醫院開始實施整合診所系統和區域和地區衛生設施的醫療網絡，並在時1975年病床數達到712張。該院在1996年9月13日正式改為現名。

## 科部
| - 內科及其分科 - 神經外科 - 小兒科 - 物理治療 - 外科及其分科 - 骨科 - 耳鼻喉科 - 麻醉科 - 婦產科 - 皮膚科 - 胸腔科 | - 腫瘤學及放射治療 - 臨床化學與核醫學 - 免疫學和輸血醫學 - 微生物學 - 病理解剖 - 放射醫學 - 泌尿科 - 成人和兒童精神病學 - 老年醫學 - 新生醫學及母胎醫學 |

## 外部連結
- 官方网站